# Datagroup
Die Datagroup SE (Eigenschreibweise DATAGROUP SE) ist ein deutscher IT-Dienstleister für gewerbliche Kunden aus Mittelstand, Großunternehmen und öffentlicher Verwaltung. Das Unternehmen mit Stammsitz in der Region Stuttgart ist seit 2006 durch Zukäufe, Übernahmen und Ausbau der Geschäftsfelder gewachsen und an vielen Standorten in ganz Deutschland vertreten.
Vor Ostern 2025 machte die US-amerikanische KKR & Co. ein Übernahme-Angebot mit einer Prämie von 33 % auf den Schlusskurs vom 15. April 2025, welches Aufsichtsrat und Vorstand den Anteils-Eignenden zur Annahme empfohlen; nach der Übernahme soll die Datagroup von der Börse genommen werden.

## Geschichte

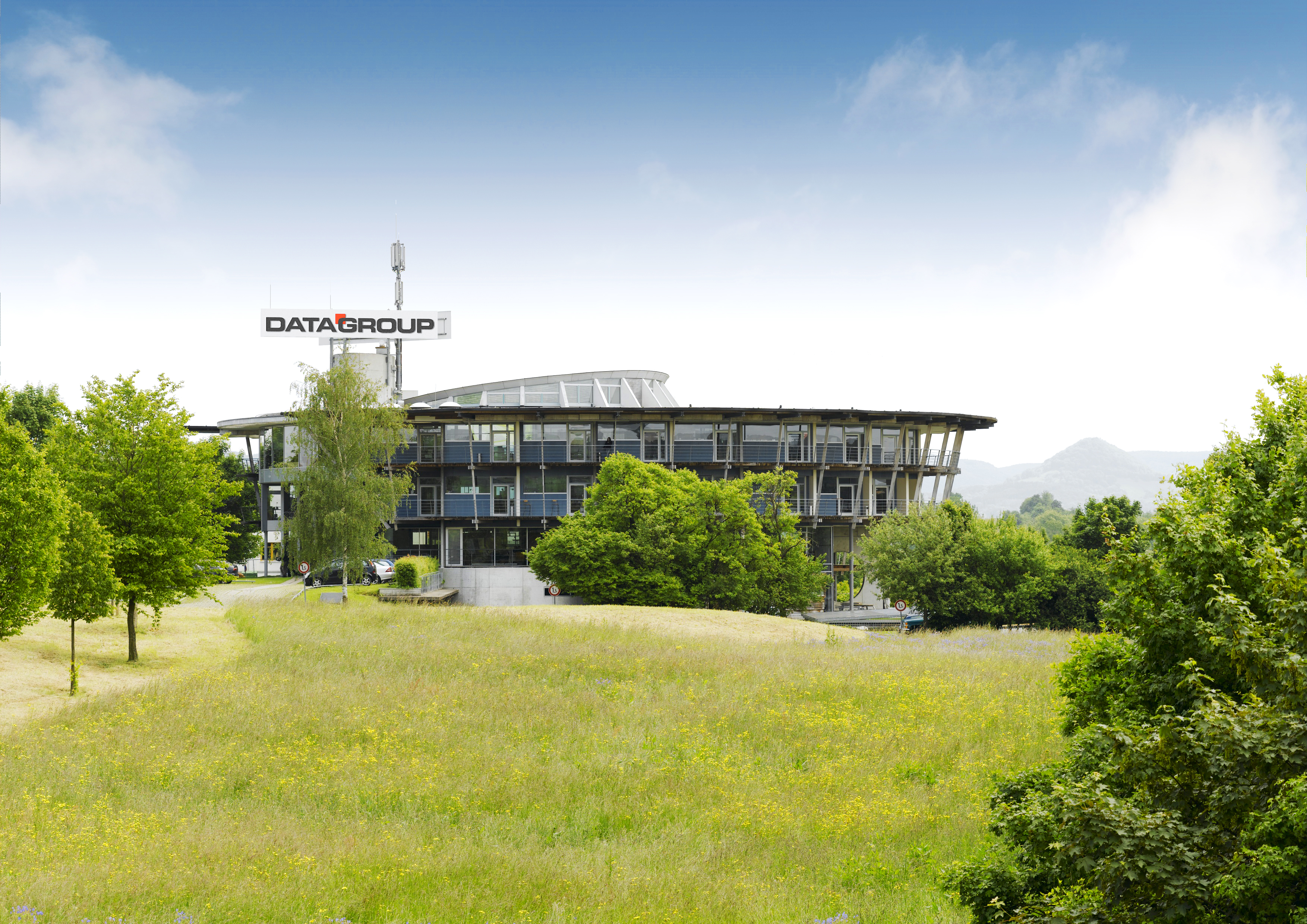
Firmenhauptsitz in Pliezhausen (2006)

Das Unternehmen wurde 1983 von Max H.-H. Schaber und Herbert Schwarzkopf unter dem Namen Datapec, der späteren Datagroup GmbH, in Filderstadt bei Stuttgart gegründet. Erstes Produkt war eine kundenspezifische Softwarelösung für eine Physiotherapiepraxis. Drei Jahre später hatte Datagroup bereits 80 Mitarbeiter und machte 10 Millionen DM Umsatz, u. a. mit Kunden wie Audi und BMW.
Die Gewinne wurden in die Gründung neuer Unternehmen gesteckt. Dadurch entstand europaweite Kette von Hardware-Handelsunternehmen. Als die Margen im Hardware-Handel stetig zurückgingen, verkaufte die DATAGROUP alle europäischen Töchter und entwickelte ein Krankenhausinformationssystem, das an 36 Krankenhäuser verkauft wurde.
1995 erfolgte der Umzug des Unternehmens an den neuen Firmensitz bei Stuttgart. Das Datagroup-Gebäude wurde 1997 für seine „high-brain/low-tech-Architektur“ mit dem Hugo-Häring-Preis ausgezeichnet.
Durch die Umbrüche in der Gesundheitsbranche verlagerte das Unternehmen den Schwerpunkt auf IT-Dienstleistungen.
2005 wurde die Datagroup IT Services Holding AG (heute Datagroup SE) gegründet; Vorstandsvorsitzender wurde Max H.-H. Schaber. 2006 folgte der Gang an die Börse; Datagroup war seitdem im Entry Standard notiert. Seit dem Börsengang 2006 erwarb die heutige Datagroup SE 34 Unternehmen. Mit der Übernahme und Eingliederung der HDT Hanseatischen Datentechnik GmbH (heute Datagroup Hamburg GmbH) im Jahr 2008 wurde Geschäftsführer Dirk Peters als COO in den Vorstand der damaligen Datagroup AG berufen. 2014 übernahm das Unternehmen die Excelsis Business Technology AG. 2016 änderte das Unternehmen seine Rechtsform von einer deutschen in eine europäische Aktiengesellschaft (Societas Europaea, SE). Die Aktie wechselte im März 2017 in das neu geschaffene Börsensegment Scale.
2019 übernahm das Unternehmen die UBL Informationssysteme GmbH sowie Assets und Teilgesellschaften der insolventen IT-Informatik GmbH. 2020 akquirierte Datagroup 93 % der Anteile an Diebold Nixdorf Portavis und 24 % am Cloud Native Start Up Cloudeteer. 2021 übernahm Datagroup den Bankendienstleister dna Gesellschaft für IT Services mbH und beteiligte sich an der URANO Informationssysteme GmbH. 2022 übernahm Datagroup die Hövermann IT und stärkte so ihre Präzenz in Nordrhein-Westfalen. Darüber hinaus erhöhte Datagroup im selben Jahr ihre Beteiligung an dem Tochterunternehmen Cloudeteer und verstärkte mit der Mehrheit der Anteile die Kompetenz im strategisch wichtigen Technologie-Segment der Public-Cloud-Lösungen. Im April 2023 erhöhte Datagroup ihre Beteiligung an der URANO Informationssysteme GmbH von 70 % auf 100 %. Mit diesem nächsten Schritt findet die zweijährige Übergangsphase ihren Abschluss. Außerdem akquirierte Datagroup in diesem Jahr die CONPLUS Gruppe und verstärkte sich so im KMU-Bereich. Im Juli 2023 erwarb Almato, eine Tochtergesellschaft der Datagroup SE, die Rechte an der Software HIRO der insolventen arago GmbH und stellte das Entwicklerteam unter der Leitung des KI-Spezialisten Chris Boos ein. 2024 übernahm Datagroup die iT Total AG und die ISC Innovative Systems Consulting AG und stärkte damit ihre Präsenz im süddeutschen Raum.
2022 wechselte der Gründer Max H.-H. Schaber in den Aufsichtsrat des Unternehmens. Nachfolger wurde das langjährige Vorstandsmitglied Andreas Baresel. Im April 2022 wurde das Vorstandsteam um Dr. Sabine Laukemann, verantwortlich für Personal, Strategie und Organisation erweitert.
Oliver Thome, seit Oktober 2021 Mitglied des Vorstands und für die Ressorts Finanzen, Investor Relations und M&A verantwortlich, verließ zum 30. April 2024 das Unternehmen. Der Vorstand besteht damit aus Andreas Baresel und Dr. Sabine Laukemann und wird künftig von einer erweiterten Ebene aus Bereichsvorständen unterstützt.
Das US-Unternehmen KKR gab am 16. April 2025 die Übernahme der Datagroup für rund 500 Millionen US-Dollar bekannt.

## Produkte
Datagroup ist ein Full-Service-Provider und bietet das Full-Service-Angebot Corbox (Eigenschreibweise CORBOX) für die IT von Unternehmen an. Corbox ist ein modulares Komplettangebot unter anderem bestehend aus Cloud Services und weiteren zentralisierten Services aus ISO-27001-zertifizierten Datagroup-Rechenzentren in Deutschland. Für die Anwender bietet Corbox den Service Desk als Single Point of Contact sowie Vor-Ort-Support für die IT-Arbeitsplätze und die Printer-Infrastruktur. Die IT-Dienstleistungen der Datagroup basieren auf dem ISO-20000-Zertifikat für professionelles IT-Service-Management.

## Bewertungen
Datagroup belegte im August 2023 wie im Vorjahr Platz 6 unter den Top 10 IT-Serviceanbietern auf der Lünendonk-Liste 2023.
In der im Dezember 2023 veröffentlichten Studie des Marktforschungsinstituts Whitelane Research erzielt Datagroup erneut eine Top-Platzierung. Die Untersuchung zum IT-Sourcing in Deutschland zeigt für Datagroup eine überdurchschnittliche Kundenzufriedenheit von 77 % bei einer durchschnittlichen Zufriedenheit von 74 % über alle betrachteten IT-Dienstleister hinweg. Dies bedeutet eine Spitzenplatzierung im neunten Jahr in Folge und Platz acht im Ranking, das im Vergleich zum Vorjahr deutlich mehr Mitbewerber umfasst.